# اووکلند (نبراسکا)
اووکلند(به انگلیسی: Oakland) شهری در ایالت نبراسکا کشور ایالات متحده آمریکا است که جمعیت آن در سرشماری سال ۲۰۱۰ میلادی، ۱٬۲۴۴ نفر بوده‌است.